# Frederick E. Uhl
Frederick Elwood Uhl (* 30. März 1886 in Harrold, Hughes County, Dakota-Territorium (heute South Dakota); † 26. Juni 1976) war ein Generalmajor der United States Army. Er war unter anderem Kommandeur der 6. Infanteriedivision.
In den Jahren 1906 bis 1910 durchlief Frederick Uhl die United States Military Academy in West Point. Nach seiner Graduation wurde er als Leutnant der Infanterie zugeteilt. In der Armee durchlief er anschließend alle Offiziersränge vom Leutnant bis zum Zwei-Sterne-General.
Im Lauf seiner militärischen Karriere absolvierte er verschiedene Kurse und Schulungen. Dazu gehörten unter anderem die Infantry School, das Command and General Staff College und das United States Army War College.
Im Jahr 1910 wurde er nach dem Ende seines Studiums an der Militärakademie in West Point für kurze Zeit zum 6. Infanterieregiment versetzt. Danach war er bis 1913 mit dem 21. bzw. dem 8. Infanterieregiment auf den Philippinen stationiert. Anschließend kehrte er nach West Point zurück, wo er zwischen 1914 und 1917 Dozent für Militärtaktik war.
Nach dem amerikanischen Eintritt in den Ersten Weltkrieg gehörte Uhl den American Expeditionary Forces an. Dabei gehörte er zunächst der Stabsabteilung für Personal (G1) der 3. Infanteriedivision an. Später übte er die gleiche Tätigkeit im Hauptquartier der amerikanischen Bodentruppen aus. Nach dem Krieg wurde er zum Generalstab nach Washington, D.C. versetzt, wo er in dessen Abteilung für Operationen tätig war.
Anschließend war er erneut an der Militärakademie in West Point tätig, jetzt als Dozent für das Fach Englisch. Im weiteren Verlauf der 1920er Jahre bis zum Anfang der 1930er Jahre absolvierte Uhl die oben erwähnten Schulen. Dazwischen bekleidete er einige Stellen als Stabsoffizier bei kleineren Einheiten. In den Jahren 1933 bis 1935 gehörte er dem Stab des Leiters der amerikanischen Infanterie an (Assistant, Arms, Equipment & Finance Section, Office of the Chief of Infantry). Daran schloss sich eine Versetzung nach Puerto Rico an, wo er bis 1937 dem Stab des 65. Infanterieregiments angehörte. Gleichzeitig war er auch Mitglied im Stab der dortigen amerikanischen Bodentruppen. Von 1937 bis 1939 gehörte Frederick Uhl dem Infanterieausschuss (Infantry Board) im amerikanischen Generalstab an. Zwischen Mai 1939 und Oktober 1940 kommandierte er das 38. Infanterieregiment und zeitweise den Militärstützpunkt Fort Douglas in Utah.
Von Oktober bis Dezember 1940 hatte er den Oberbefehl über die 6. Infanteriedivision. Anschließend war er bis zum 15. Januar 1941 Kommandeur des Stützpunktes Fort Francis E. Warren in Wyoming. Zwischen Mai 1941 und März 1942 kommandierte Uhl die 7th Corps Area. In diese Zeit fiel der amerikanische Eintritt in den Zweiten Weltkrieg. Während des Krieges hatte er bis 1944 den Oberbefehl über das für Nachschub zuständige 7th Service Command. Danach leitete er bis 1945 das 4th Service Command. Daran schloss sich das Kommando über das Replacement Command der amerikanischen Truppen im westlichen Pazifik an (Commanding General Replacement Command, US Army Forces Western Pacific).  Zum 31. August 1946 trat Frederick Uhl in den Ruhestand. Er starb am 26. Juni 1976 und wurde auf dem amerikanischen Nationalfriedhof Arlington beigesetzt.

## Orden und Auszeichnungen
Frederick Uhl erhielt im Lauf seiner militärischen Laufbahn unter anderem folgende Auszeichnungen:
- Army Distinguished Service Medal
- Legion of Merit
- Purple Heart